# Patti D'Arbanville
Patricia D'Arbanville, nota come Patti D'Arbanville (New York, 25 maggio 1951), è un'attrice ed ex modella statunitense.

## Biografia
Figlia di un'artista, attrice cinematografica e in seguito televisiva, è stata al centro dei riflettori delle cronache rosa per la sua relazione con l'attore Don Johnson dal 1981 al 1986. La coppia, nel 1982, ebbe un figlio, Jesse Wayne Johnson, divenuto anch'egli attore. Scoperta da Andy Warhol durante un giro per locali quando aveva solo 13 anni, partecipò al suo primo film nel 1960, Tuesday and Blue Silk, una pellicola studentesca. Lasciata la scuola a 14 anni, girò gli Stati Uniti prima di essere inserita nel cast di un film di Warhol, Flesh (1968), all'età di 16 anni.
Sul finire degli anni sessanta risiedette a Londra dove fece la modella e conobbe Cat Stevens, con cui ebbe una relazione dal 1968 al 1970: per il cantante, la D'Arbanville fu d'ispirazione per alcune canzoni, tra cui Lady D'Arbanville (in Mona Bone Jakon) e Wild World (in Tea for the Tillerman). Dopo aver vissuto per un certo periodo in Francia, nel 1977 partecipò al film Bilitis, con cui fece scandalo nel ruolo della protagonista bisessuale. L'anno seguente fu nel cast principale di Un mercoledì da leoni (1978), di John Milius. Da allora furono molti i ruoli in serie televisive e le apparizioni in pellicole cinematografiche: fra tutte, sono da ricordare i 37 episodi di New York Undercover (1994-1997), accreditata come Patti D'Arbanville-Quinn, dal cognome del terzo marito, e la piccola ma incisiva parte nel ruolo di Lorraine Calluzzo ne I Soprano (2004).
Partecipò anche alla celebre soap opera statunitense Sentieri, nelle stagioni 1998-2000.

## Vita privata
Sposata tre volte: con l'attore francese Roger Miremont (dal 1975-1980); con l'attore Steve Curry (1980-1981) e infine con un vigile del fuoco, Terry Quinn (1993-2002), da cui ha avuto tre figli, Emmelyn (1990), Alexandra (1991) e Liam (1992).

## Filmografia parziale

### Cinema
- Flesh, regia di Paul Morrissey (1968)
- Scandalo al ranch (Rancho Deluxe), regia di Frank Perry (1975)
- Bilitis, regia di David Hamilton (1977)
- Un mercoledì da leoni (Big Wednesday), regia di John Milius (1978)
- Ma che sei tutta matta? (The Main Event), regia di Howard Zieff (1979)
- L'uomo venuto dall'impossibile (Time After Time), regia di Nicholas Meyer (1979)
- Scuola di geni (Real Genius), regia di Martha Coolidge (1985)
- I ragazzi della porta accanto (The Boys Next Door), regia di Penelope Spheeris (1985)
- Chiamami di notte (Call Me), regia di Sollace Mitchell (1988)
- Pazzie di gioventù (Fresh Horses), regia di David Anspaugh (1988)
- Wired, regia di Larry Peerce (1989)
- The Fan - Il mito (The Fan), regia di Tony Scott (1996)
- So cosa hai fatto (I Know What You Did Last Summer), regia di Jim Gillespie (1997)
- Due padri di troppo (Fathers' Day), regia di Ivan Reitman (1997)
- Celebrity, regia di Woody Allen (1998)
- World Trade Center, regia di Oliver Stone (2006)
- Perfect Stranger, regia di James Foley (2007)
- Un perfetto gentiluomo (The Extra Man), regia di Shari Springer Berman e Robert Pulcini (2010)
- Il buongiorno del mattino (Morning Glory), regia di Roger Michell (2010)

### Televisione
- Charlie's Angels – serie TV, episodio 5x04 (1980)
- La signora in giallo (Murder, She Wrote) – serie TV, episodio 1x06 (1984)
- Miami Vice – serie TV, episodio 2x10 (1985)
- Miami Beach (South Beach) – serie TV, 4 episodi (1993)
- New York Undercover – serie TV, 76 episodi (1994-1997)
- Una donna senza scrupoli (Bad to the Bone), regia di Bill L. Norton – film TV (1997)
- Sentieri (Guiding Light) – soap opera (1998-2000)
- Nip/Tuck – serie TV, episodio 1x04 (2003)
- I Soprano (The Sopranos) – serie TV, episodi 5x02-5x03-5x04 (2004)
- Camelot - Squadra Emergenza (Third Watch) – serie TV, 16 episodi (2000-2005)
- Law & Order: Criminal Intent – serie TV, episodio 6x11 (2007)

## Doppiatrici italiane
- Anna Rita Pasanisi in The Fan - Il mito, Un perfetto gentiluomo
- Roberta Pellini in New York Undercover
- Serena Verdirosi in Due padri di troppo
- Caterina Rochira in Nip/Tuck
- Isabella Pasanisi in I Soprano
- Ludovica Modugno in Billions